# Bernard Smith (Kunsthistoriker)

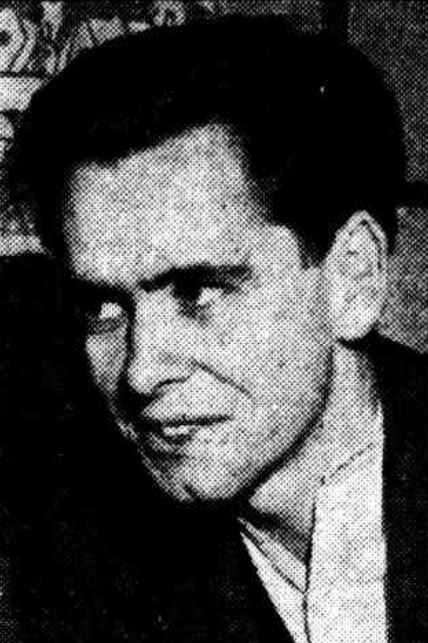
Bernhard Smith, 1948.

Bernard William Smith (* 3. Oktober 1916 in Balmain, New South Wales; † 2. September 2011 in Melbourne, Victoria) war ein führender australischer Kunsthistoriker und Kunstkritiker.

## Leben
Bernard Smith war der uneheliche Sohn des Wanderarbeiters Charles Smith und der Rose Anne Tierney, einer jungen irischen Immigrantin. Sein Vater war 30 Jahre älter als seine Mutter. Smith wuchs bei einer freundlichen Pflegefamilie aus dem Arbeitermilieu in Sydneys Inner West auf, traf seinen Vater einige Male, korrespondierte aber regelmäßig mit seiner Mutter. Seine Kindheit als Staatsmündel war eine ihn prägende Erfahrung.
Während seiner Schulzeit zeigte er künstlerisches Talent, als er clevere, aber flegelhafte Karikaturen anfertigte um den Wortführern unter den Schülern zu gefallen. Smith war stolz auf seine Zeichnungen, obwohl er später die damit verbundene Grausamkeit anderen gegenüber bereute. Darauf studierte er an der Universität Sydney und erhielt eine Ausbildung zum Grundschullehrer. Zwischen 1935 und 1944 lehrte er am Department of Education of New South Wales. Ab 1944 war er als Bildungsbeauftragter für das Programm Country Art Exhibitions der Art Gallery of New South Wales tätig, wo er größere Wanderausstellungen für das regionale New South Wales organisierte.
In seiner Malerei dieser Zeit fühlte er sich unter dem Eindruck des drohenden Zweiten Weltkriegs zum Surrealismus hingezogen und malte dunkle allegorische Szenen. Smith glaubte, dass seine Kunst sowohl in Form als auch Inhalt zu weit fortgeschritten war, um von dem konservativ ausgerichteten australischen Publikum verstanden zu werden und beschloss stattdessen als Kunsthistoriker zu arbeiten. So veröffentlichte er 1945 seine sozioökonomische, mit marxistischem Blick geschriebene Analyse der australischen Kunst von ihren kolonialen Anfängen bis zum Aufbruch in die Moderne Kunst mit dem Titel Place, Taste and Tradition. Der große Erfolg seines Werkes bescherte ihm 1948 ein Stipendium des British Council für ein Studium am Warburg Institute und Courtauld Institute of Art in London.
Smith war unter dem Eindruck der 1930er und 1940er Jahre, in denen Faschismus nationale Grenzen und politische Macht dramatisch verändert hatten, der Communist Party of Australia beigetreten, deren Mitglied er für viele Jahre war; jedoch trat er 1950 aus der Partei aus, nachdem er die politische Realität in Europa miterlebt hatte. Seine Rückkehr nach Australien 1951 fiel in die Zeit des Kalten Krieges; in diesem politischen Klima bildeten seine früheren kommunistischen Aktivitäten nun trotz aller akademischen Ausbildung ein Hindernis für die weitere Entwicklung seiner Karriere. Mit Hilfe der Malerin Mary Alice Evatt, von der er einen Auftrag zur Erstellung eines Kataloges mit ihren Gemälde annahm, konnte er weiter an der Kunstgalerie arbeiten. Smith erhielt darauf ein Forschungsstipendium an der neu gegründeten Australian National University in Canberra und promovierte dort. 1956 nahm ihn die neue Fakultät für Bildende Kunst der University of Melbourne als Professor auf, wo er mit seinen Kollegen Joseph Burke, Franz Philip und Ursula Hoff Kunstgeschichte als akademische Disziplin in Australien etablieren konnte.
In Melbourne versammelte Smith 1959 eine Gruppe von figurativen Künstlern um sich, die als Antipodeans bekannt wurde; darunter waren die Maler Charles Blackman, Arthur Boyd, John Brack, Robert Dickerson, John Perceval und Clifton Pugh, die eine Orientierung am Abstrakten Expressionismus in seiner damaligen Hochburg New York ablehnten. Hierzu schrieb Smith das Antipodean Manifesto. Seine Studie Australian Painting veröffentlichte er 1962, danach schrieb er von 1963 bis 1966 als Kunstkritiker bei der Zeitung The Age in Melbourne. Die University of Sydney ernannte ihn 1967 zum Direktor des neugegründeten Power Institute of Fine Arts. 1977 trat er vom Lehrbetrieb an dem Institut zurück und engagierte sich von 1977 bis 1980 als Präsident der Australian Academy of the Humanities, dessen Gründungsmitglied er war.
Die kunstgeschichtliche Fakultät der Universität Melbourne nahm Smith als Professorial Fellow auf. Zudem erhielt er die französische Auszeichnung Chevalier des Ordre des Arts et des Lettres.
1941 hatte er die Engländerin Kate Challis geheiratet, die 1989 verstarb. Nach seinem Tod in Melbourne 2011 hinterließ Bernhard Smith seine zweite Ehefrau Maggi, die er 1995 geheiratet hatte, sowie seine beiden Kinder John und Elizabeth aus erster Ehe. Er wurde nach katholischem Ritus beigesetzt.

## Rezeption
Christopher Allen, Kunstkritiker der Zeitung The Australian, nannte Smith 2011 „den ersten und bisher einzigen großen Historiker australischer Kunst, dem der Rest von uns zu Dank verpflichtet ist“. Er sei ein engagierter Historiker gewesen, der oberflächlichen Moden und Profitmacherei in der Kunstwelt zum Trotz immer sein eigenes Urteil gefällt hätte. In einem Artikel von 2016 schrieb Allen, Smith gelte „zu Recht als der Vater der australischen Kunstgeschichte“.
Andrew Fuhrmann vom Sydney Morning Herald bezeichnete Bernard Smith als „grössten Kunsthistoriker, den Australien je hervorgebracht hat“.

## Veröffentlichungen
Bücher
- Place, Taste and Tradition. A Study of Australian Art Since 1788. Sydney Ure Smith, Sydney 1945, Nachdruck Melbourne 1979.
- A Catalogue of Australian Oil Paintings in the National Art Gallery of New South Wales 1875-1952. The Gallery, Sydney 1953.
- Antipodean Manifesto. Victorian Artists′ Society Gallery zur Ausstellung The Antipodeans im August 1959, Melbourne 1959.
- European Vision and the South Pacific, 1768-1850. A Study in the History of Art and Ideas. Clarendon Press, Oxford 1960. Neuauflage 1985.
- Australian Painting Today. The John Murtagh Macrossan Memorial Lecture, 1961. St. Lucia, Queensland University Press, Brisbane 1962.
- Australian Painting, 1788-2000. Oxford University Press, Melbourne 1962. Ergänzte Neuausgaben 1971, 1991 zusammen mit Terry Smith, 2001 zusammen mit Christopher Heathcote.
- The Architectural Character of Glebe, Sydney (with Kate Smith),  University Co-operative Bookshop Press, Sydney 1973, Nachdruck 1985.
- Concerning Contemporary Art. The Power Lectures, 1968-1973. Clarendon Press, Oxford 1975.
- Documents on Art and Taste in Australia. The Colonial Period, 1770-1914. Oxford University Press, Melbourne 1975.
- The Antipodean Manifesto. Essays in Art and History. Oxford University Press, Melbourne 1975.
- Art as Information: Reflections on the Art from Captain Cook’s Voyages. Sydney University Press, Sydney 1979.
- The Spectre of Truganini. Australian Broadcasting Commission, Sydney 1980.
- The Boy Adeodatus. The Portrait of a Lucky Young Bastard. Allen Lane, Ringwood 1984, Nachdruck 1985 und 1994.
- The Art of Captain Cook’s Voyages. Mit Rüdiger Joppien, Oxford University Press, drei Bände, Melbourne 1985–1987.
- The Death of the Artist as Hero. Essays in History and Culture. Oxford University Press, Melbourne 1988.
- The Art of the First Fleet and Other Early Australian Drawings. Hrsg. Bernard Smith und Alwyne Wheeler, Oxford University Press, Melbourne 1988.
- Baudin in Australian Waters. The Artwork of the French Voyage of Discovery to the Southern Lands 1800-1804. Hrsg. J. Bonnemains, E. Forsyth und B. Smith, Oxford University Press, Melbourne 1988.
- Terra Australis. The Furthest Shore. Hrsg. W. Eisler und B. Smith, International Cultural Corporation of Australia, Sydney 1988.
- The Critic as Advocate. Selected Essays 1941-1988. Oxford University Press Australia, Melbourne 1989.
- The last photo. Longman, Harlow 1989.
- Imagining the Pacific in the Wake of the Cook Voyages. Melbourne University Press at the Miegunyah Press, Carlton 1992.
- Noel Counihan. Artist and Revolutionary. Oxford University Press, Melbourne; New York 1993.
- Poems 1938-1993. Meanjin, Carlton 1996.
- Modernism's History. A Study in Twentieth-Century Art and Ideas. Yale University Press, New Haven 1998.
- A Pavane for Another Time. Macmillan, Sydney 2002.

Ausgewählte Aufsätze
- European Vision and the South Pacific. In: Journal of the Warburg and Courtauld Institutes, Band 8 (1950), S. 65–100.
- Coleridge's Ancient Mariner and Cook's second voyage. In: Journal of the Warburg and Courtauld Institutes, Band 19 (1956), S. 117–152.
- Art Historical Studies in Australia with Comments on Research and Publication since 1974. (Memento vom 17. Juli 2011 im Internet Archive) In: Proceedings of the Australian Academy of the Humanities, Band 12, Ausgabe 1982–1983, S. 44–73.
- Sir Joseph Burke, 1913-1992. (Memento vom 17. Juli 2011 im Internet Archive) In: Proceedings of the Australian Academy of the Humanities, Band 17, Ausgabe 1992, S. 46–49.
- Modernism and post-modernism. Neo-colonial viewpoint—concerning the sources of modernism and post-modernism in the visual arts. Thesis Eleven, Band 38, 1994, S. 104–117
- Modernism, post-modernism and the formalesque. Editions 20, 1994, S. 9–11